# Sede central del Banco de Inglaterra
La sede central del Banco de Inglaterra es el edificio que alberga al Banco de Inglaterra en Londres, Reino Unido. Se encuentra ubicado en la calle Threadneedle.

## Historia

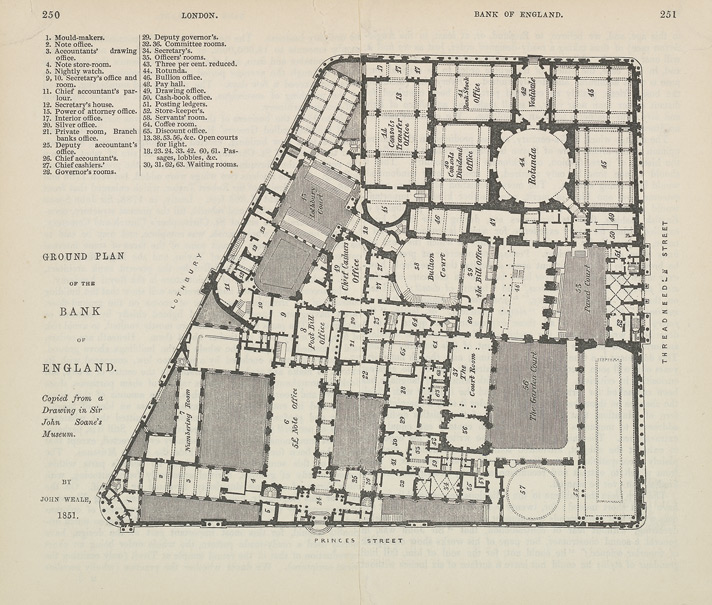
1851
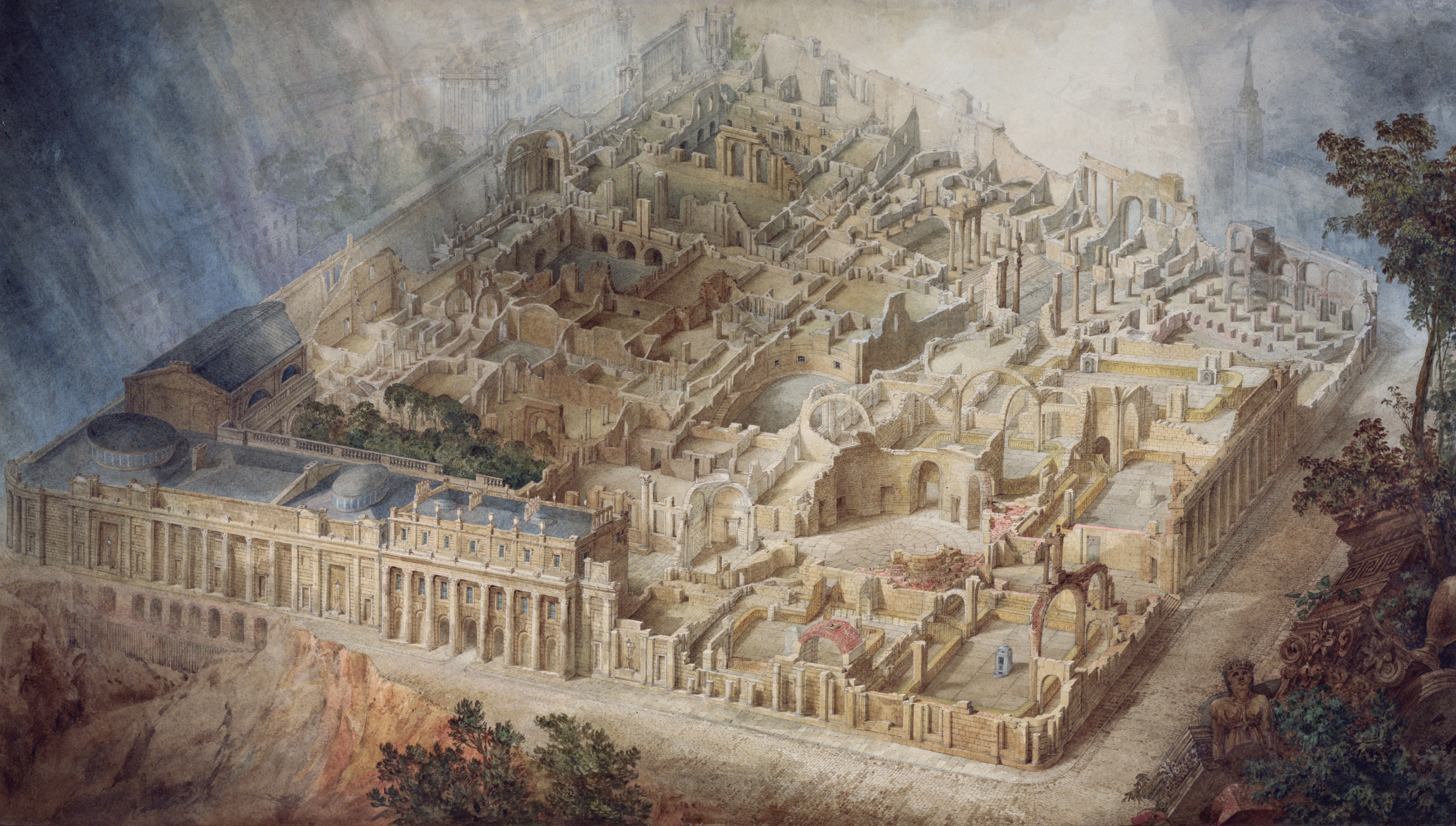
Vista aérea en corte, JM Gandy, 1830

El 16 de octubre de 1788 el arquitecto John Soane sucedió a Sir Robert Taylor como arquitecto y topógrafo del Banco de Inglaterra, trabajando Soane para el banco durante los siguientes 45 años, hasta su renuncia en 1833. Dada la juventud y la relativa inexperiencia de Soane, su nombramiento se debió a la influencia de William Pitt, quien era entonces el Primer Ministro y su amigo del Grand Tour, Richard Bosanquet, cuyo hermano era Samuel Bosanquet, Director y luego Gobernador del Banco de Inglaterra. Su salario se fijó en el 5% del costo de cualquier obra de construcción en el Banco, pagada cada seis meses. 
Soane reconstruyó y amplió enormemente el banco. Sus cinco principales salas bancarias se basaron en el mismo diseño básico, salas rectangulares, con una claraboya en el centro del techo, sostenida pechinas y pilares en las cuatro esquinas del rectángulo, con espacios abovedados bajos, elevándose su centro a la altura de los arcos que sostienen la linterna central. Los muros son de ladrillo y las ventanas tienen marcos de hierro para garantizar que las habitaciones estén a prueba de incendios.
Entre 1789 y febrero de 1791 se compran solares en Princes Street, construyéndose un muro exterior para cercarlo en 1791. En 1790 se edifican estancias para los guardias del banco y salas para el gobernador, oficiales y funcionarios y entre 1791–96 la Oficina de la Bolsa del banco. En 1792 se adquirieron más terrenos al norte, a lo largo de Bartholomew Lane y Prince's Street, que hizo necesaria construcción de un muro exterior a lo largo de la esquina noreste, con una entrada en arco para el transporte en carro, 1794–98 se construyé "The Four Percent Office", que reemplaza la sala de Robert Taylor de 1793. En 1794 se construye de nuevo La Rotonda, en reemplazo de la rotonda de Robert Taylor. Entre 1797–99 se edifica "Three Percent Consols Transfer Office", en 1797 casas para el Contador Jefe y su ayudante, el patio de Lothbury, dentro de los nuevos terrenos, y otro patio interior usada para la recepción de metales preciosos. Entre 1797–1800 el Banco se amplía hacia el noroeste, el muro exterior se extendió alrededor del cruce de Lothbury y Princes Street, formando la 2esquina de Tivoli", basada en el Templo de Vesta de Tivoli que Soane había visitado y admiraba mucho, en la calle Princes hizo el Vestíbulo dórico, una entrada menor, dos nuevos patios rodeados por las salas que construyó en 1790 y otras nuevas salas, incluidas las oficinas de impresión para billetes, la oficina de billetes de 5 libras y las nuevas oficinas para los contadores, la oficina de lingotes, frente al patio de Lothbury, 1800–1808.
Entre 1814 y 1818 se reconstruyó el vestíbulo y la entrada desde Bartholmew Lane. Entre 1818–1827 las salas de Robert Taylor: the 3 Percent Consols Transfer Office y 3 Percent Consols Warrant Office, y, también se finalizó el muro exterior por los límites sureste y suroeste, incluyendo la entrada principal en el centro de Threadneedle Street.
En 1807, Soane diseñó el "New Bank Buildings" en Princes Street para el banco, una zona con cinco oficinas mercantiles que luego serían arrendadas a empresas prominentes de Londres.
A partir de 1915, el arquitecto Sir Herbert Baker, demuelo la mayor parte de los interiores, para levantar un edificio de cuatro plantas, retranqueado con respecto a la fachada de Soane que se mantiene. Nikolaus Pevs lo  califica: "el mayor crimen arquitectónico, en la Ciudad de Londres, del siglo XX".